# Рамазанов, Магомед Эльдарович
Магомед Эльдарович Рамазанов (22 мая 1993; Октябрьское, Хасавюртовский район, Дагестан, Россия) — российский и болгарский борец вольного стиля, Олимпийский чемпион 2024 года, чемпион Европы 2025 года, призёр чемпионата Европы, обладатель Кубка мира, призёр чемпионата России. Чемпион Болгарии. Почётный гражданин Софии (2024).

## Карьера
Вольной борьбой начал заниматься с 7 лет в родном селе Октябрьское. В детстве с отцом бегал от своей школы до границы села Новогагатли, что составляло около 3 км. После переезда в Астрахань занимался у Хайбулы Абдулаева и Абубакара Маджидова. После чего перебрался в Москву, где занимался у Ихаку Гайдарбекова на протяжении полутора лет, там же и познакомился со своим нынешним тренером В. А. Биязем. На одном из турниров его заметил Магомед Гусейнов и попросил перебраться в Хасавюрт, с 2015 года Магомед занимается в УОР. В сентябре 2018 года под руководством тренера Евгения Иванова одержал победу в весовой категории до 79 кг на турнире памяти Циолковского в Польше. В марте 2019 года в составе сборной России стал победителем Кубка мира в Якутске. В мае 2019 года одержал победу на турнире имени Али Алиева в Каспийске. В июле 2019 года стал бронзовым призёром чемпионата России в Сочи. В августе 2019 года выиграл турнир в Минске на призы Александра Медведя.
В феврале 2020 года на чемпионате континента в итальянской столице, в весовой категории до 79 кг Магомед в схватке за чемпионский титул уступил спортсмену из Беларуси Магомедхабибу Кадимагомедову и завоевал серебряную медаль европейского первенства.
В январе 2022 года сменил спортивное гражданство и начал выступать за Болгарию, которую тренирует Юсуп Абдусаламов.
В начале января 2024 года в городе Стара-Загора, одолев в финале Григора Чернакова, стал чемпионом Болгарии.
9 августа 2024 года на Олимпийских играх в Париже выиграл золото в категории до 86 кг. Это была одна из трёх золотых медалей Болгарии на Играх в Париже.
В апреле 2025 года на чемпионате Европы в Братиславе в весовой категории до 86 кг завоевал золотую медаль. В финальной схватке одолел соперника из Беларуси Магомедхабиба Кадимагомедова.

## Личная жизнь
По национальности аварец. После окончания 9 класса октябрьской школы поступил на юридическое отделение Астраханского политехнического колледжа. А затем поступил и окончил юридический факультет Астраханского государственного университета. Его младший брат Рамазан, также борец. Женат, воспитывает сына.

## Спортивные результаты
- Межконтинентальный Кубок 2016 — ;
- Всемирные игры военнослужащих 2018 — ;
- Кубок мира по вольной борьбе 2019 — ;
- Чемпионат России по вольной борьбе 2019 — ;
- Гран-при Иван Ярыгин 2020 — ;
- Чемпионат Европы по борьбе 2020 — ;
- Чемпионат России по вольной борьбе 2020 — ;
- Чемпионат России по вольной борьбе 2021 — ;
- Чемпионат Болгарии по вольной борьбе 2024 — ;
- Олимпийские игры 2024 — ;
- Чемпионат Европы по борьбе 2025 — ;